# أفيترانا
أفِترانة أو (نقحرة: أفيترانا) (بالإيطالية: Avetrana) هي بلدية في مقاطعة طارنت في إقليم بولية الإيطالي.

## السكان
في سنة 1861 بلغ عدد السكان 1٬126 نسمة، وتطور العدد ليصل في سنة 2011 لـ 7٬024 نسمة.
يظهر هذا المخطط البياني تطور النمو السكاني لـ أفِترانة

## توأمة
لأفيترانا اتفاقيات توأمة مع:
- ماراتيا